# Werner Heger
Werner Heger (* 29. Juli 1942 in Mannheim) ist ein ehemaliger deutscher Kugelstoßer.
Er wurde 1960 Deutscher Jugendmeister und 1962 Deutscher Juniorenmeister im Kugelstoßen. Im Erwachsenenbereich erreichte Heger bei den Deutschen Meisterschaften 1963 Platz drei und im Jahr darauf Platz vier, ehe er 1965 in Duisburg den Meistertitel mit einer Weite von 18,01 Meter gewann. Seine Persönliche Bestleistung stieß er am 12. August 1965 in Augsburg mit 18,02 Meter. Im selben Jahr vertrat er Deutschland beim ersten Europacup, wo er Fünfter wurde. Außerdem gewann er in diesem Jahr die Deutsche Hochschulmeisterschaft und wurde Siebter bei der Universiade in Budapest. 1967 und 1968 wurde er bei den Deutschen Meisterschaften Dritter. Bei den Deutschen Hallenmeisterschaften wurde er 1966 Dritter und 1967 Zweiter.
Heger startete für den TB Germania Reilingen und den USC Heidelberg. Später war er Kugelstoßbundestrainer und Trainer beim TSV Oftersheim. Von Beruf war er Realschullehrer.